# Friendswood (Teksas)
Friendswood je grad u američkoj saveznoj državi Teksas. Prema popisu stanovništva iz 2010. u njemu je živjelo 35.805 stanovnika.